# 橘點若鰺
橘點若鰺，又稱橙點若鰺、金點平鰺，俗名為甘仔魚，為輻鰭魚綱鱸形目鱸亞目鰺科的其中一個種。

## 命名
橘點若鰺首先由瑞典博物學家彼得·福斯科尔在1775年根據從紅海取得的標本進行科學描述，並以阿拉伯語bajad命名，之後又被歸類在Scomber、Caranx，目前被命名為Carangoides bajad。

## 分布
本魚分布於印度西太平洋區，紅海、馬爾地夫、斯里蘭卡、孟加拉灣、安達曼海、印度、日本、中國沿岸、台灣、越南、菲律賓、印尼、泰國、馬來西亞、聖誕島、澳洲等海域。

## 深度
水深2至50公尺。

## 特徵
本魚體呈紡錘型且側扁，體色為均勻的土黃色。但紅海所產的有體色變異，全身為黑灰色。腹部銀白，胸鰭全長明顯大於頭長，胸鰭向後可達第二背鰭的第5軟條下方。第一背鰭有硬棘7至8枚；第二背鰭有硬棘1枚、軟條24至26枚；臀鰭有硬棘2枚、軟條22至23枚。稜鱗不明顯約18至20枚。體長可達55公分。

## 生態
本魚為掠食性魚類，春夏之間，常向水質清澈的沙礫石海灘及河口洄游，因水質清澈，對於以目視發現獵物的掠食者而言，是理想的狩獵場所。秋冬之後才離開河口回到水較深的岩石海岸。

## 經濟利用
食用魚，味道普通，最宜煮湯。